# Sebastián Silva Pérez
Sebastián Ignacio Silva Pérez (Puente Alto, 16 de julio de 1991), es un futbolista chileno que actualmente juega en el club de fútbol profesional Deportes Concepción de la Primera B de Chile.

## Estadísticas
| Club                     | Div.       | Temporada  | Liga  | Liga  | Copas nacionales | Copas nacionales | Torneos internacionales | Torneos internacionales | Total | Total |
| Club                     | Div.       | Temporada  | Part. | Goles | Part.            | Goles            | Part.                   | Goles                   | Part. | Goles |
| ------------------------ | ---------- | ---------- | ----- | ----- | ---------------- | ---------------- | ----------------------- | ----------------------- | ----- | ----- |
| Audax Italiano · Chile   | 1ª         | 2011       | 19    | 1     | 2                | 0                | —                       | —                       | 21    | 1     |
| Audax Italiano · Chile   | 1ª         | 2012       | 19    | 2     | 3                | 0                | —                       | —                       | 22    | 2     |
| Audax Italiano B · Chile | 3ª         | 2012       | 1     | 2     | —                | —                | —                       | —                       | 1     | 2     |
| San Luis · Chile         | 2ª         | 2013       | 12    | 0     | —                | —                | —                       | —                       | 12    | 0     |
| San Luis · Chile         | Total club | Total club | 12    | 0     | 0                | 0                | 0                       | 0                       | 12    | 0     |
| Audax Italiano · Chile   | 1ª         | 2013-14    | 18    | 0     | 5                | 0                | —                       | —                       | 23    | 0     |
| Audax Italiano B · Chile | 3ª         | 2013-14    | 5     | 0     | —                | —                | —                       | —                       | 6     | 2     |
| Audax Italiano B · Chile | Total club | Total club | 6     | 2     | 0                | 0                | 0                       | 0                       | 6     | 2     |
| Audax Italiano · Chile   | 1ª         | 2014-15    | 12    | 1     | 7                | 1                | —                       | —                       | 19    | 2     |
| Audax Italiano · Chile   | 1ª         | 2015-16    | 13    | 2     | 2                | 0                | —                       | —                       | 15    | 2     |
| Audax Italiano · Chile   | 1ª         | 2016-17    | 13    | 1     | 7                | 0                | —                       | —                       | 20    | 1     |
| Audax Italiano · Chile   | Total club | Total club | 94    | 7     | 26               | 1                | 0                       | 0                       | 120   | 8     |
| Iberia · Chile           | 2ª         | 2017       | 13    | 1     | 5                | 0                | —                       | —                       | 18    | 1     |
| Iberia · Chile           | Total club | Total club | 13    | 1     | 5                | 0                | 0                       | 0                       | 18    | 1     |
| Coquimbo Unido · Chile   | 2.ª        | 2018       | 23    | 2     | 3                | 0                | —                       | —                       | 26    | 2     |
| Coquimbo Unido · Chile   | 1.ª        | 2019       | 23    | 2     | 2                | 0                | —                       | —                       | 25    | 2     |
| Coquimbo Unido · Chile   | Total club | Total club | 46    | 4     | 5                | 0                | 0                       | 0                       | 51    | 4     |
| Cobresal · Chile         | 1.ª        | 2020       | 23    | 2     | —                | —                | —                       | —                       | 23    | 2     |
| Cobresal · Chile         | 1.ª        | 2021       | 26    | 0     | —                | —                | 2                       | 0                       | 28    | 0     |
| Cobresal · Chile         | 1.ª        | 2022       | 7     | 0     | —                | —                | —                       | —                       | 7     | 0     |
| Cobresal · Chile         | 1.ª        | 2023       | 0     | 0     | 0                | 0                | —                       | —                       | 0     | 0     |
| Cobresal · Chile         | Total club | Total club | 56    | 2     | 0                | 0                | 2                       | 0                       | 58    | 2     |
| Total club               | Total club | Total club | 227   | 16    | 36               | 1                | 2                       | 0                       | 265   | 17    |
| 1. 2. 3.                 |            |            |       |       |                  |                  |                         |                         |       |       |

## Palmarés

### Campeonatos nacionales
| Título             | Club                | País  | Año  |
| ------------------ | ------------------- | ----- | ---- |
| Primera B de Chile | Coquimbo Unido      | Chile | 2018 |
| Segunda División   | Deportes Concepción | Chile | 2024 |